# 263 (număr)
263 (două sute șaizeci și trei) este numărul natural care urmează după 262 și precede pe 264 într-un șir crescător de numere naturale.

## În matematică
263:
- Este un număr impar.[1]
- Este un număr deficient.[2][3]
- Este un număr prim.[4][5]
- Este un număr prim aditiv.[6][7]
- Este un număr prim asigurat.[8][9]
- Este un număr prim Chen.[10][11]
- Este un număr prim echilibrat.[12][13]
- Este un număr prim Eisenstein fără parte imaginară și partea reală de forma 3n − 1.[14]
- Este un număr prim Gauss.
- Este un număr prim lung.[15][16]
- Este un număr prim neregulat.[17][18]
- Este un număr prim plat.[19][20]
- Este un număr prim Ramanujan.[21][22]
- Este un număr prim Solinas.[23][24]
- Este un număr Bernoulli.
- Este un număr Euler.
- Este un număr fericit.[25][26]
- Este un număr strict nepalindromic.
- Este suma a cinci numere prime consecutive (263 = 43& + 47 + 53 + 59 + 61).

## În știință

### În astronomie
- Obiectul NGC 263 din New General Catalogue este o galaxie spirală cu o magnitudine 14,0 în constelația Balena.
- 263 Dresda este un asteroid din centura principală.
- 263P/Gibbs este o cometă periodică din sistemul nostru solar.